# John Buchanan
John Buchanan (13 de octubre de 1819 - 18 de octubre de 1898) fue un diseñador textil, ilustrador botánico, briólogo británico, que trabajó extensamente en Nueva Zelanda.

## Honores

### Epónimos
Géneros
- (Anacardiaceae) Buchanania Spreng.[1]
- (Lamiaceae) Buchanania Sm.[2]

Especies
- (Adiantaceae) Notholaena buchananii]] Baker[3]
- (Aloaceae) Aloe buchananii]] Baker[4]
- (Amaryllidaceae) Apodolirion buchananii]] Baker[5]
- (Annonaceae) Monanthotaxis buchananii]] (Engl.) Verdc.[6]
- La abreviatura «Buchanan» se emplea para indicar a John Buchanan como autoridad en la descripción y clasificación científica de los vegetales.[7]